# Женски хришћански покрет у Краљеву
Женски хришћански покрет у Краљеву био је религиозно-хуманитарно друштво основано 1934. године. Ово је био краљевачки  Женског хришћанског покрета, основаног 1920. године у Београду. Деловао је у периоду пре Другог светског рата, а његове најзначајније тековине су биле отварање Хранилишта и обданишта за сироту децу и Дома за изнемогле старце и старице.

## Историјат
Краљевачки пододбор Женског хришћанског покрета основан је 15. марта 1934. године, на залагање Краљевчанки Маре Радичевић, Заге Јовић и Зоре Б. Миленковић. Сам Женски хришћански покрет основан је почетком 1920. године у Београду. Ово је била религиозно-хуманитарна организација, која је желела да обнови посрнули морал, сузбије пороке и промовише начин живота у складу са хришћанским учењем. Оснивању краљевачког пододбора Покрета присуствовала је и изасланица Централног одбора Љубица Аранђеловић, а присутни су били и краљевачки свештеници Саватије Божић и Хранислав Кожетинац. На оснивачој седници је одлучено да ће Покрет радити у сагласју са краљевачким свештенством на ширењу вере и морала и чувању православља од иновераца. Краљево је на овај начин постало тек осми град у земљи у ком је постојао пододбор Женског хришћанског покрета.
Женски хришћански покрет је постао врло популаран међу Краљевчанкама, па је свега два месеца након оснивања имао 140 чланица. Тај број је 1939. порастао на 180. Чланице су биле свих старосних доба и социјалних слојева. Краљевачки пододбор покрета је 1935. године приступио Југословенском Женском Савезу. Захваљујући чланицама, али и донацијама Краљевчана и других хуманих људи из читаве земље, као и помоћи општинске управе, Храма Силаска Светог Духа и Духовног суда Епархије жичке, краљевачки пододбор је убрзо развио живу акцију помагања најсиромашнијих суграђана, а пре свега деце из сиромашних породица. Жички владика Николај је 1936. године био уписан за почасног члана Покрета.
Покрет је водио бригу о сирочићима, а сиромашним ученицима је обезбеђивао храну и одећу. Године 1939. у оквиру акције Зимске помоћи, прикупљена је велика количина нове и половне одеће која је додељена сиромашнима. Покрет је био заслужан за отварање две значајне хуманитарне институције у Краљеву: Хранилиште и обданиште за сироту децу (или како су га Краљевчани називали Дечје хранилиште) и Дом за изнемогле старце и старице. У обе институције су њиховим корисницима дељени свакодневни оброци. Дечје хранилиште је било отворено 9. октобра 1937. године уз помоћ свештенства и општинских власти, а његов покровитељ је био владика Николај. Црквена општина је за Дечје хранилиште уступила један објекат у црквеној порти, а општина је плаћала огрев, осветљење и лекарске услуге. Општина је такође месечно донирала по 1000 динара за хранилиште.
Дечје хранилиште је 1938. године пресељено у новоизграђену зграду у близини цркве. Током 1939. године у њему је било припремљено преко 27.000 оброка, а ту се свакодневно хранило око 70 деце. Исте године када је Дечје хранилиште добило нову зграду, подигнут је и Дом за изнемогле старце и старице, захваљујући анонимној донацији једног Београђанина. На колико позитиван пријем су наилазиле активности Женског хришћанског покрета у Краљеву, али и ван њега, сведочи и то што је путујуће позориште Душана Животића (једно од најпознатијих путујућих позоришта у то време) сав новац прикупљен током представе Преко мртвих Душана Николајевића донирало Покрету. Радници краљевачке Фабрике авиона су прикупили 2200 динара у исте сврхе.
У циљу учвршћивања православних моралних вредности Покрет је организовао бројне активности, укључујући и филозофско-религиозна предавања и екскурзије током којих су обилажени српски манастири. Нарочито је значајна била манифестација Недеља православља, током које је Покрет организовао бројне културне програме. Чланице овог покрета су учествовале и у другим манифестацијама које су организоване у Краљеву. Тако су оне 1935. учествовале у Течауј за одбрану од напада из ваздуха. Биле су активне приликом дочека свих важних црквених личности које су долазиле у Краљево, учествовале су у преносу моштију некадашњег епископа жичког Саве Дечанца, а помагале су и борбу против туберкулозе и обучавале су се заједно са чланицама Женског друштва за пружање помоћи рањенима у случају рата. Женски хришћански покрет је слао и своје прилоге за изградњу Храма Светог Саве у Београду, као и манастирима Благовештењу и Ваведењу у Овчарско-кабларској клисури, Високим Дечанима, Пећкој патријаршији. Помагале су пострадале од поплаве у Белој Паланци и сиромашне руске емигранте који су се доселили у Краљево. Женски хришћански покрет није обновио свој рад након Другог светског рата.